# Eufemie Ratibořská
Eufemie Ratibořská, polsky Eufemia, nebo jen Ofka (před rokem 1299, zemřela 17. ledna 1359) – byla jeptiška řádů dominikánů, služebnice Boží katolické církve.

## Život
Eufemie byla dcerou ratibořského knížete Přemka Ratibořského († 1306) a čerské kněžny Anny Mazovské († 1324), která byla dcerou Konráda II. Mazovského (polsky Konrad II czerski, † 1294) a Hedviky Lehnické (polsky Jadwiga Legnicka). Byla pravděpodobně prvorozenou dcerou a jméno získala po své babičce, ze strany otce, Eufemii Velkopolské († 1281).

## Život v řádu
V roce 1313, 9. dubna, si oblékla mnišské roucho a vstoupila do kláštera dominikánek sv. Ducha v Ratiboři. Tímto krokem následovala cestu a odkaz: sv. Hedviky z Andechs (polsky św. Jadwiga z Andechs, † 1243), kněžny Anny Přemyslovny († 1265), sv. Anežky České († 1234), blahoslavené Beningny z Vratislavi (polsky Benigna z Wrocławia, † 1241) a blahoslavené Bronislavy (polsky Bronisława Odrowąż, † 1259), ale především mystický a stigmatický odkaz dominikánky sv. Kateřiny Sienské (1347–1380).
Během své služby v řádu, byla dvakrát představenou abatyší (matka představená), a to v letech 1341 a 1358–1359. Dle písemných záznamů z té doby dbala o majetek kláštera, resp. jeho rozšiřování. V roce 1313 získala vesnice: Proszowiec, Marklovice (německy Markowitz), Lyski (německy Lissek), Pogrzebień (německy Pogrzebin) a Lubomii (polsky Lubomia). Tyto vesnice ji daroval její bratr Lešek Ratibořský († 1336).
Vratislavský biskup Nanker z Oxy v roce 1335 daroval klášteru desátky z vesnic: Běnkovicích (polsky Bieńkowice, německy Bienkowitz), Strzybnik (německy Silberkopf), Sudół (německy Trockenthal) a Kornowac (německy Coronovatiz).
V roce 1337 koupily dominikánky vesnici Lhotku od Izoldy, vdově po Petrovi Stralovi (polsky Piotr Stral).
V roce 1339 pak vesnici Utěškov (polsky Ucieszków), a polovinu vesnice Varmutovice (polsky Warmutowice) v Kozelském knížectví, od nějakého Kunada řečeného Stoš, Stošovec (polsky Stosz, Stoszowic).
V roce 1340 dominikánky prostřednictvím Eufemie koupily od Jindřicha (polsky Henryk) z Plumova a jeho bratra Ješka (polsky Jeszek) městečko Baborov (polsky Baborov, německy Bauerwitz) s vesnicemi Sulkov (polsky Sułków, německy Zülkowitz), Červenkovo (polsky Czerwonków, německy Czirbenkau), Suchá Psina (polsky Sucha Psina, německy Zauchwiz), Dzílov (polsky Dzielów, německy Dgehilhau) a Štíty (polsky Szczyty, německy Tscheidt).
V roce 1343 pak o švagra, Mikuláše II. Opavského, práva na a kus země v Běnkovicích. O osm let později klášteru patřily již celé Běnkovice. Klášteru je tři bratři – Běnek (polsky Bienek), Turc a Kobern.[ujasnit]
Dne 2. července 1345 papež Klemens VI. potvrdil veškeré nabyté majetky a ještě v tom samém roce je vzal pod svou správu. Dne 29. září 1345 byl dostavěn a vysvěcen kostel i klášter sv. Ducha a stal se tak centrem náboženského a kulturního života v Ratiboři.

## Smrt
Eufemie, ke konci svého života, 8. prosince 1358, sepsala rozsáhlou poslední vůli (testament), ve kterém veškerý svůj majetek darovala řádu. Zemřela 17. ledna 1359. Byla pohřbena v kapli sv. Dominika, která byla součásti kláštere dominikánek v Ratiboři.

## Kult a blahoslavení
Hagiografická díla, která vznikla po její smrti, popisují její zbožný život, plný sebeobětování a prožit dle křesťanských hodnot.
Na počátku 19. století byla rakev s jejími ostatky přenesena do farního kostela Nanebevzetí Panny Marie (polsky Parafia Wniebowzięcia Najświętszej Maryi Panny, německy Liebfrauenkirche) v Ratiboři, kde jí byl zasvěcen jeden z bočních oltářů. Tento oltář shořel, společně s rakví s ostatky během požáru kostela v roce 1945.
Euphemie je stále oslavována v ratibořském kostele, jako svatá na oltáři.
Dne 19. ledna 2014 arcibiskup Andrzej Konrad Czaja inicioval svolání komise k zahájení procesu blahořečení. Kongregace vydala dokument, tzv. "nihil obstat", který potvrdil, že neexistují žádné překážky, které by bránily shromažďování důkazů, které by měly prokázat důvody k blahořečení. Od té chvíle má Eufemie nárok na titul "Služebník boží".

## Fragmenty ze života
| „                                                                    | Svatá Eufemie, dcera ratibořského knížete [...] již v dětství složila slib, své panenství zasvětí panickému Ježíši. Mladá léta různými cnotami přizdobila, jmenovitě malbami a rozjímáním, nočními modlitba, tělo své půstem, bezesností, spánkem na tvrdé posteli, bičováním do drahé krve, trháním vlasů a také nošením železných řetízků, neustále se umrtvovala [...]. Byla nesmírně krásnou nevěstou Ježíšovou. | “ |
| — Fragment ze života Eufemie, okolo roku 1606, autor Abraham Bzowski | |   |

| „ | Blahoslavená Euphemia Domicylla Pole, dcera Leška knížete ratibořského, z krve polských králů, jdoucí svou čistotou z mládí k Pánu Bohu posvětila mladá léta různými cnotami, v horoucích modlitbách a rozjímajíc zdokonalovala se, nevinnou mukou Spasitele svého před krucifixem ve dne a v noci se modlila. Velké nevinnosti panna, kdy došla do dvanácti let věku, brunšvický kníže jejího otce Leška o její ruku žádal. Na co ona nedala souhlas, vymlouvajíc se, že je zaslíbena pěknějšímu a bohatšímu Oblíbenci Ježíši. Přijala hábit řádu Dominika svatého v Ratiboři, v klášteře Ducha Nejsvětějšího. Kterého přijetí potvrdila holubicí, která je bělejší než sníh, který sestupuje na kostel svatého Ducha Svatého. Také při mši svaté, při které dle zvyku měla zpívat, a to od Svátosti po Svaté přijímání, bylo od ní slyšet melodii andělskou, chtělo se říci, že z ní pramenila andělská radost panny, která se dala do věrných služeb svému Oblíbenci v zákonu. | “ |
| — Fragment ze života Eufemie, Pánová svatyně, datum vydání 1743, sepsal dominikán, otec Michal Sieykowski | |   |